# Plany gospodarcze w Polsce
W historii Polski plany gospodarcze były przeprowadzane zarówno w okresie PRL-u, jak i II oraz III RP.

## Plany gospodarcze w II Rzeczypospolitej
- Plan Czteroletni (1936–1940) – plan rozwoju gospodarczego
- Plan Piętnastoletni (1939–1954) – plan rozwoju gospodarczego

## Plany gospodarcze w Polskiej Rzeczypospolitej Ludowej
- plan trzyletni (1947–1949)[1] – plan odbudowy gospodarczej po zniszczeniach wojennych i wyrównania różnic między przemysłem tzw. Ziem Odzyskanych a resztą kraju.
- plan sześcioletni (1950–1955)[2] – plan rozwoju gospodarczego przez zwiększenie liczby inwestycji i industrializację kraju na wzór ZSRR, w tym głównie rozwój przemysłu ciężkiego.
- I plan pięcioletni (1956–1960)[3] – plan rozwoju gospodarczego, którego celem było ukończenie inwestycji Planu Sześcioletniego, z większym naciskiem na rozwój przemysłu lekkiego i rolnictwa.
- II plan pięcioletni (1961–1965)[4] – plan rozwoju gospodarki narodowej poprzez rozwój przemysłu ciężkiego.
- III plan pięcioletni (1966–1970)[5] – podobnie jak poprzedni.
- IV plan pięcioletni (1971–1975)[6] – plan społeczno-gospodarczego rozwoju kraju, zakładający wzrost dochodu narodowego o 39% (w 1973 r. podniesiono wymagania do 55%), produkcji przemysłowej o 50% (w 1973 r. zwiększono do 60%), produkcji rolnej o 20% (w 1973 r. zwiększono do 23%) i płacy realnej o 18% (w 1973 r. zwiększono do 38%). Planowano też zwiększyć nakłady na inwestycje.
- V plan pięcioletni (1976–1980)[7] – narodowy plan społeczno-gospodarczy (tzw. manewr gospodarczy), którego celem było uratowanie gospodarki nadwyrężonej w I połowie lat 70.
- II plan trzyletni (1983–1985)[8] – narodowy plan społeczno-gospodarczy.
- VI plan pięcioletni (1986–1990)[9] – narodowy plan społeczno-gospodarczy.

## Plany gospodarcze w III Rzeczypospolitej
- Strategia dla Polski (1994–1997) – program rozwoju społeczno-gospodarczego
- I Narodowy Plan Rozwoju (2004–2006)[10]
- II Narodowy Plan Rozwoju (2007–2013)[11]
- Strategia na rzecz Odpowiedzialnego Rozwoju
- Krajowy Plan Odbudowy[12][13][14]